# Kanojo mo kanojo
Kanojo mo kanojo (カノジョも彼女) là một bộ manga hài lãng mạn do Hiroyuki viết và vẽ minh họa. Bộ truyện được đăng tải lần đầu trên Tuần san Shōnen Magazine từ tháng 3 năm 2020, đã có khoảng mười sáu tập truyện được phát hành tính đến nay. Một bản chuyển thể anime sản xuất bởi Tezuka Productions bắt đầu lên sóng truyền hình từ ngày 3 tháng 7 năm 2021. Muse Communication công chiếu anime tại Nam Á và Đông Nam Á, tựa đề tiếng Việt có tên là Có bạn gái, lại thêm bạn gái.

## Nội dung
Câu chuyện kể về Mukai Naoya, người đã luôn tỏ tình với người bạn thời thơ ấu của mình là Saki Saki. Tưởng rằng mối quan hệ này sẽ êm đẹp, nhưng ngay ngày mà Saki chấp nhận làm bạn gái Naoya, cậu lại được một cô bạn khác tên là Minase Nagisa thổ lộ tình cảm. Ban đầu cậu lưỡng lự suy nghĩ nhưng rồi cậu quyết định chấp nhận Nagisa trở thành bạn gái của cậu, đồng thời thuyết phục luôn Saki cho cậu "bắt cá hai tay". Do Naoya hiện đang sống một mình vì bố mẹ cậu đi công tác nên cậu quyết định sống chung với hai người. Câu chuyện mối tình tay ba từ đó mà bắt đầu.

## Nhân vật
Mukai Naoya (向井 直也)
Lồng tiếng bởi: Enoki Junya
Bạn thuở nhỏ của Saki. Cậu tỏ tình Saki vào hàng tháng mãi đến khi cô chịu đồng ý làm bạn gái của cậu, tuy nhiên cậu lại chấp nhận bắt cá hai tay khi làm bạn trai của một cô bạn khác là Nagisa vì cậu thấy cô dễ thương.
Saki Saki (佐木 咲)
Lồng tiếng bởi: Sakura Ayane
Bạn thuở nhỏ cũng như bạn gái của Naoya. Nhà cô ngay cạnh nhà Naoya. Họ và tên cô đồng âm (khác chữ Hán) vì bố mẹ cô nghĩ đặt cái tên nghe lặp lại như thế sẽ rất hay. Cô luôn cảm thấy tự ti về bộ ngực của mình khi được đem ra so sánh với Nagisa.
Minase Nagisa (水瀬 渚)
Lồng tiếng bởi: Waki Azumi
Bạn cùng lớp cũng như bạn gái thứ hai của Naoya sau khi tỏ tình cậu thành công. Cô thích Naoya bởi cậu là người đã truyền động lực cho cô quyết tâm theo đuổi những thế mạnh của bản thân.
Hoshizaki Rika (星崎 理香)
Lồng tiếng bởi: Taketatsu Ayana
Là bạn cùng trường với Naoya. Danh tính thật của cô là một vlogger nổi tiếng với cái tên Milika (ミリカ Mirika). Cô cố gắng trở thành bạn gái thứ ba của Naoya, thường xuyên theo dõi cậu và cắm trại bên ngoài nhà cậu.
Kiryū Shino (桐生 紫乃)
Lồng tiếng bởi: Takahashi Rie
Bạn cùng lớp thân nhất của Saki. Cô phát hiện Naoya, Saki và Nagisa sống cùng nhau và không chấp nhận điều đó. Cô cũng có tình cảm với Naoya.
Hosizaki Risa (星崎 理沙)
Em gái của Rika.

## Truyền thông

### Manga

#### Danh sách tập truyện
| 1. "Sore ga tadashii michi ja nakutemo" (それが正しい道じゃなくても) 2. "Futamata kōshō" (二股交渉) 3. "Are no mondai" (アレの問題) 4. "Giwaku no yoru" (疑惑の夜) 5. "Nagisa no kimochi" (渚の気持ち) 6. "Genmetsu saretaku nai" (幻滅されたくない) 7. "Baretaku nai kara ()" 8. バレたくないから |

| 1. "Kaette kite yo" (帰ってきてよ) 2. "Datte watashi wa..." (だって私は) 3. "Kanojo to kanojo" (彼女と彼女) 4. "Mirika tōjō" (ミリカ登場) 5. "Sanninme!?" (３人目！？) 6. "Zettai dete ikanai" (絶対出ていかない) 7. "Kaeshitai riyū" (帰したい理由) 8. "Futari no tame nara" (二人のためなら) 9. "Tsun ga dere (ツンがデレ) |

| 1. "Yarubeki koto" (やるべきこと) 2. "Tsun ga deredere" (ツンがデレデレ) 3. "Soba ni ite" (そばにいて) 4. "Daite yare" (抱いてやれ) 5. "Dō mite mo suki" (どう見ても好き) 6. "Tsun no dere ga bare" (ツンのデレがバレ) 7. "Donna ni iwarete mo" (どんなに言われても) 8. "Kanojo igai no ko ni kisu o sareta kekka" (彼女以外の子にキスをされた結果) 9. "Onsen tanoshimi" (温泉楽しみ) |

| 1. "Hinichijō da kara dekiru koto" (非日常だからできること) 2. "Watashi wa daijōbu desu no de" (私は大丈夫ですので) 3. "Futari kiri no gofunkan" (二人きりの５分間) 4. "VS. Shino" (ＶＳ．紫乃) 5. "Onsen de arigachi na koto" (温泉でありがちなこと) 6. "Nagisa ni totte no Naoya" (渚にとっての直也) 7. "Watashi datte" (私だって) 8. "Nagisa mo kanojo" (渚も彼女) 9. "Futamata nante zettai ni" (二股なんて絶対に) |

| 1. "Mezamete Naoya" (目覚めて直也) 2. "Sore nara watashi wa" (それなら私は) 3. "Imōto o tsukaō" (妹を使おう) 4. "Shiawase na jikan" (幸せな時間) 5. (イケイケゴーゴー夏休み) 6. "Onegai Shino-san" (お願い紫乃さん) 7. Issho ni sumu! (一緒に住む！) 8. Shino to Saki (紫乃と咲) 9. Shino to Naoya (紫乃と直也) |

| 1. "Moshi ka shite" (もしかして) 2. "Irasshai Shino-san" (いらっしゃい紫乃さん) 3. - Shikkari shite" (しっかりして) 4. "Hanabi to kanojo ①" (花火と彼女①) 5. "Hanabi to kanojo ②" (花火と彼女②) 6. "Hanabi to kanojo ③" (花火と彼女③) 7. "Hanabi to kanojo ④" (花火と彼女④) 8. "Hanabi to kanojo ⑤" (花火と彼女⑤) 9. "Hanabi to kanojo ⑥" (花火と彼女⑥) |

| 1. "Zurui" (ずるい) 2. "Kanojo to kakugo ①" (彼女と覚悟①) 3. "Kanojo to kakugo ②" (カノジョと覚悟②) 4. "Kanojo to kakugo ③" (カノジョと覚悟③) 5. "Kanojo to kakugo ④" (カノジョと覚悟④) 6. "Kanojo to kakugo ⑤" (カノジョと覚悟⑤) 7. "Kanojo to kakugo ⑥" (カノジョと覚悟⑥) 8. "Kanojo to kakugo ⑦" (カノジョと覚悟⑦) 9. "Ketchaku no Gokagetsukan" (決着の５か月間) |

| 1. "Shino to no yoru" (紫乃との夜) 2. "Mirika to no yoru" (ミリカとの夜) 3. "Nagisa to no yoru" (渚との夜) 4. "Saki to no yoru" (咲との夜) 5. "Chichi batoru" (チチバトル) 6. "Oya, shūrai" (親、襲来) 7. "Oya, shūrai ②" (親、襲来 ②) 8. "Sore wa sore to shite" (それはそれとして) 9. "Mirika & Shino" (ミリカ&紫乃) |

| 1. "Yuzurenai omoi" (ゆずれない想い) 2. "Kanojo to bakansu ①" (カノジョとバカンス①) 3. "Kanojo to bakansu ②" (カノジョとバカンス②) 4. "Kanojo to bakansu ③" (カノジョとバカンス③) 5. "Kanojo to bakansu ④" (カノジョとバカンス④) 6. "Kanojo to bakansu ⑤" (カノジョとバカンス⑤) 7. "Kanojo to bakansu ⑥" (カノジョとバカンス⑥) 8. "Kanojo no ketsui ①" (カノジョの決意①) 9. "Kanojo no ketsui ②" (カノジョの決意②) |

| 1. "Kanojo no ketsui ③" (カノジョの決意③) 2. "Kanojo no ketsui ④" (カノジョの決意④) 3. "Kanojo no ketsui ⑤" (カノジョの決意⑤) 4. "Kanojo no ketsui ⑥" (カノジョの決意⑥) 5. "Kanojo no ketsui ⑦" (カノジョの決意⑦) 6. "Kanojo no ketsui ⑧" (カノジョの決意⑧) 7. "Kanojo no ketsui ⑨" (カノジョの決意⑨) 8. "Kanojo no ketsui ⑩" (カノジョの決意⑩) 9. "Kanojo no ketsui. Soshite." (カノジョの決意。そして。) |

| 1. "Atoshimatsu" (後始末) 2. "Nan no seika mo age raremasendeshita" (なんの成果もあげられませんでした) 3. "O sake wa 20-sai kara" (お酒は20歳から) 4. "2-Dome ga kanjin" (2度目が肝心) 5. "Kisu no yarikata ga wakarimasen" (キスのやりかたがわかりません) 6. "O benkyō o ganbarimashō" (お勉強を頑張りましょう) 7. "Shōrai dō suru no?" (将来どうするの？) 8. "Yume ni mukatte gō" (夢に向かってゴー) 9. "Tesuto o norikoero!" (テストを乗り越えろ！) |

| 1. "Nagisa no shinro" (渚の進路) 2. "Mirika to tesuto" (ミリカとテスト) 3. "Are ga ki ni narimasu" (アレが気になります) 4. "Saidai no kiki" (最大の危機) 5. "Yabai Naoya" (やばい直也) 6. "Min'na nochi kara" (みんなのちから) 7. "Nagisa to haha" (渚と母) 8. "Nagisa to shōrai" (渚と将来) 9. "Tesuto no kekka" (テストの結果) |

| 1. Oiwai (お祝い Oiwai) 2. Tanin (他人 Tanin) 3. Kanojo to dēto (カノジョとデート Kanojo to dēto) 4. Nagisa to dēto ① (渚とデート① Nagisa to dēto ①) 5. Nagisa to dēto ② (渚とデート② Nagisa to dēto ②) 6. Shino to dēto ① (紫乃とデート① Shino to dēto ①) 7. Shino to dēto ② (紫乃とデート② Shino to dēto ②) 8. Mirika to dēto ① (ミリカとデート① Mirika to dēto ①) 9. Mirika to dēto ② (ミリカとデート② Mirika to dēto ②) |

| 1. Mirika to dēto ③ (ミリカとデート③ Mirika to dēto ③) 2. Mirika to dēto ④ (ミリカとデート④ Mirika to dēto ④) 3. Saki to dēto ① (咲とデート① Saki to dēto ①) 4. Saki to dēto ② (咲とデート② Saki to dēto ②) 5. Saki to dēto ③ (咲とデート③ Saki to dēto ③) 6. Dēto o oete (デートを終えて Dēto o oete) 7. Kesenai mono (消せないもの Kesenai mono) 8. Nakusenai mono (無くせないもの Nakusenai mono) 9. Futsū (普通 Futsū) |

| 1. Saki to 3-ri no kimochi ① (咲と3人の気持ち① Saki to 3-ri no kimochi ①) 2. Saki to 3-ri no kimochi ② (咲と3人の気持ち② Saki to 3-ri no kimochi ②) 3. Saki to 3-ri no kimochi ③ (咲と3人の気持ち③ Saki to 3-ri no kimochi ③) 4. Saki to 3-ri no kimochi ④ (咲と3人の気持ち④ Saki to 3-ri no kimochi ④) 5. Futamata no saki e (二股の先へ Futamata no saki e) 6. Kanojo to kisu (彼女とキス Kanojo to kisu) 7. Saigo no tatakai ① (最後の戦い① Saigo no tatakai ①) 8. Saigo no tatakai ② (最後の戦い② Saigo no tatakai ②) 9. Saigo no tatakai ③ (最後の戦い③ Saigo no tatakai ③) |

| 1. Saki to 3-ri no kimochi ① (咲と3人の気持ち① Saki to 3-ri no kimochi ①) 2. Saki to 3-ri no kimochi ② (咲と3人の気持ち② Saki to 3-ri no kimochi ②) 3. Saki to 3-ri no kimochi ③ (咲と3人の気持ち③ Saki to 3-ri no kimochi ③) 4. Saki to 3-ri no kimochi ④ (咲と3人の気持ち④ Saki to 3-ri no kimochi ④) 5. Futamata no saki e (二股の先へ Futamata no saki e) 6. Kanojo to kisu (彼女とキス Kanojo to kisu) 7. Saigo no tatakai ① (最後の戦い① Saigo no tatakai ①) 8. Saigo no tatakai ② (最後の戦い② Saigo no tatakai ②) 9. Saigo no tatakai ③ (最後の戦い③ Saigo no tatakai ③) |

### Anime
Bộ anime cùng tên được phát sóng từ ngày 3 tháng 7 năm 2021 trên các kênh truyền hình như MBS, TBS và BS-TBS tại Nhật Bản Tại khu vực Bắc Mĩ, Crunchyroll phát trực tuyến anime trong phụ đề tiếng Anh. Muse Communication được cấp phép phát sóng anime tại khu vực Nam Á và Đông Nam Á trên các nền tảng YouTube, Bilibili và iQIYI, tên tiếng Việt là Có bạn gái, lại thêm bạn gái.

#### Danh sách tập phim
| Tập | Tựa đề | Đạo diễn         | Kịch bản        | Ngày phát sóng gốc |
| --- | --- | ---------------- | --------------- | ------------------ |
| 1   | "Dù đấy không phải con đường đúng đắn" "Sore ga tadashii michi ja nakutemo" (「それが正しい道じゃなくても」) | Hata Masami      | Ōchi Keiichirō  | 3 tháng 7, 2021    |
| 2   | "Cảm xúc của Nagisa" "Nagisa no kimochi" (「渚の気持ち」)                                                    | Hata Masami      | Ōchi Keiichirō  | 10 tháng 7, 2021   |
| 3   | "Địa điểm của ba người" "Sannin no basho" (「三人の場所」)                                                   | Tomoda Masaaru   | Morita Mayumi   | 17 tháng 7, 2021   |
| 4   | "Bạn gái và bạn gái" "Kanojo to kanojo" (「彼女と彼女」)                                                     | Fujishiro Kazuya | Inukai Kazuhiko | 23 tháng 7, 2021   |
| 5   | "Người thứ ba!?" "Sannin me" (「3人目！？」)                                                                 | Maezono Fumio    | Ōchi Keiichirō  | 31 tháng 7, 2021   |
| 6   | "Tsun hóa Dere" "Tsun ga Dere" (「シンがデレ」)                                                              | Hata Masami      | Ōchi Keiichirō  | 7 tháng 8, 2021    |
| 7   | "Thử thách của hội bạn gái" "Kanojo-tachi no charenji" (「彼女たちのチャレンジ」)                            | Kaneko Itsuji    | Inukai Kazuhiko | 14 tháng 8, 2021   |
| 8   | "Kiểu gì cũng thấy yêu" "Dō mite mo suki" (「どう見ても好き」)                                               | Onoue Kōki       | Morita Mayumi   | 21 tháng 8, 2021   |
| 9   | "Mặt Dere của Tsun bị lộ" "Tsun no Dere ga bare" (「ツンのデレがバレ」)                                      | Onoue Kōki       | Morita Mayumi   | 28 tháng 8, 2021   |
| 10  | "Mong suối nước nóng quá đi" "Onsen tanoshimi" (「温泉楽しみ」)                                              | Maezono Fumio    | Morita Mayumi   | 4 tháng 9, 2021    |
| 11  | "Chuyện thường ở suối nước nóng" "Onsen de Arigachi na Koto" (「温泉でありがちなこと」)                      | Uema Yuri        | Ōchi Keiichirō  | 11 tháng 9, 2021   |
| 12  | "Có bạn gái, lại thêm bạn gái" "Kanojo mo Kanojo" (「カノジョも彼女」)                                       | Mutō Kimiharu    | Ōchi Keiichirō  | 18 tháng 9, 2021   |
| 1.  | |                  |                 |                    |